# Place du Tertre
Place du Tertre er et af de kendte steder i Paris i Frankrig. Pladsen ligger på Montmartre i det 18. arrondissement ca. 200 m vest for kirken Sacré Coeur og tæt på kabelbanen Funiculaire de Montmartre.
Pladsen er velkendt for de mange cafeer og restauranter samt for det talrige landskabs- og portrætkunstnere, der arbejder der. Place du Tertre er et minde om dengang Montmartre var kunstens højborg med kendte malere. Blandt de kunstnere, der har haft deres gang her, er Utrillo, Renoir, Toulouse-Lautrec, Picasso og Salvador Dali.

## Billedgalleri
- Place du Tertre
- Portrætmaler på pladsen
- Place du Tertre en tidlig morgen.